# Наратху
Наратху (*бірм. နရသူ; 1118 — 1171) — 5-й володар Паганського царства у 1167—1171 роках. Відомий також як Імто С'ян.

## Життєпис
Другий син Кансу I. Його матір'ю була Яданабон, донька амати Дхамми Кіна. Народився 1118 року. Про молоді роки обмаль відомостей. Після заслання його старшого брата Мін Шинсо оголошений новим спадкоємцем трону. 1165 року очолював війська у війні проти ланкійської держави Полоннарува, але діяв невдало, внаслідок чого паганський флот і армія зазнали поразки, а Кансу I вимушен був укласти невигідний мирний договір.
1167 року, коли його батько захворів Наратху наказав того перенести до храму Швегугі, що було тотожнє відстороненню від влади. Але Кансу I невдовзі очуняв, тому Наратху власнноруч його задушив ковдрою. Втім проти нього виступив брат Мін Шинсо, якому Наратху уявно підкорився, але невдовзі отруїв під час бенкету. Лише після цього зміг посісти трон.
Побоючись змов та замахів фактично не залишав палацового комплексу. Водночас намагався привернути на свій бік буддійське духовенство, наказавши спорудити величний храм Дхаммаянгі. Не здійснюючи традиційних мандрівок не міг контролювати васальних вождів на околицях держави.
1171 року погиркався з дружиною за те, що вона відмовила в інтимній близкості, оскільки Наратху не помився після туалету. Під час сварки паганський володар вбив дружину. Тоді батько вбитої, раджа Патеіккаї (землі біля сучасної Бенгалії) відправив 8 вбивць, які під час аудієнції напали на Наратху, і він загинув. За іншою версією вбитий найманими вбивцями з держави Полоннарува (сучасна Шрі-Ланка). Йому спадкував старший син Наратхейнкха.